# 小行星3918
小行星3918（3918 Brel）是一颗绕太阳运转的小行星，为主小行星带小行星。该小行星于1988年8月13日发现。

## 轨道参数
小行星3918的轨道半长轴为2.2436483 UA，离心率为0.209。